# 크메르 전통 무용

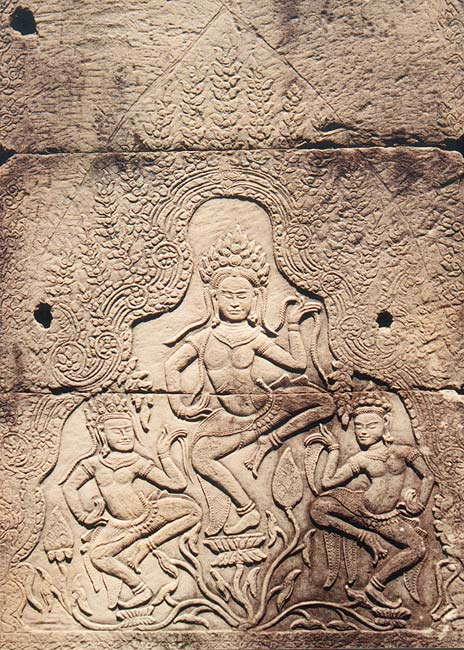
부조에 있는 압사라 춤.

크메르 전통 무용은 캄보디아 전통 무용의 한 형태로, 태국와 라오스 등의 전통 무용과 유사성을 공유하고 있다. 춤의 형태는 캄보디아에서 왔으며, 다양한 이름으로 알려져 있다. 대표적인 이름은 크메르 황실 발레 또는 캄보디아 궁정춤 등이며, 유네스코 무형문화재 리스트에는 캄보디아 황실 발레로 언급되며, 유네스코는 크메르 전통 무용이라는 이름을 사용하기도 한다.
크메르에서 공식적으로 사용하는 이름은 '로밤 프레 리아차 트롭'이라는 이름을 사용하며, 황실 부의 춤이라는 뜻이며, 간단하게 '로밤'이라고 하기도 한다. 압사라 춤이라는 이름으로 널리 알려져 있다.

## 역사
캄보디아와 프랑스 학자들은 크메르 전통 무용을 앙코르 시대를 거슬러 올라가는 단절없는 전통이라고 언급을 한다. 또 다른 학자들은 오늘날 볼 수 있는 크메르 전통 무용이 태국 전통 무용에서 많은 영향을 받았다고 이야기 한다. 타이 전통 무용은 19세기에 개선되었으며, 이전 형태와는 약간 차이가 있다.

## 갤러리

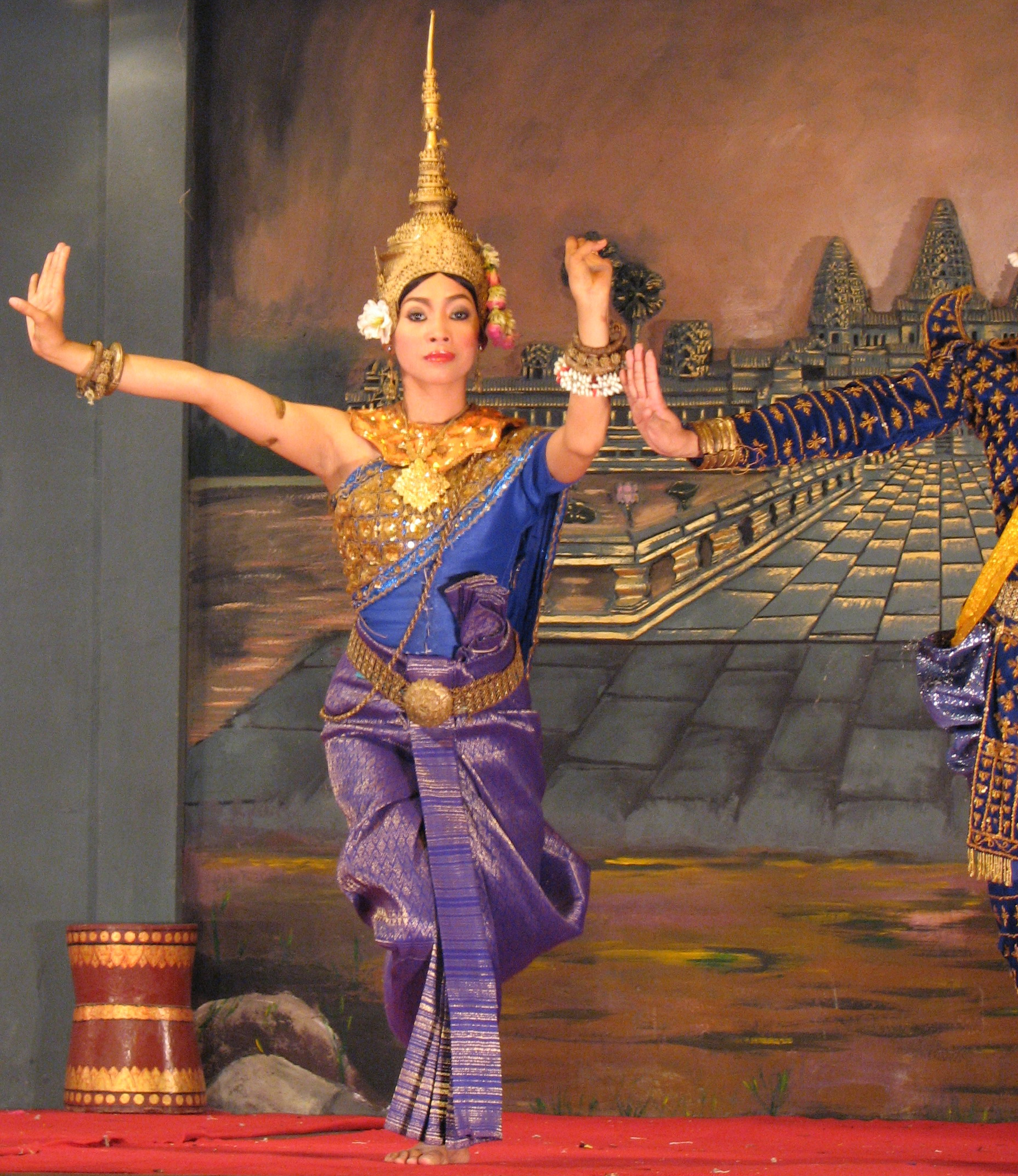
씨엠립 식당에서 로밤

## 같이 보기
- 무형문화유산 목록